# Flughafen Jujuy

i8
i11
i13
Der Flughafen Jujuy (offiziell: Aeropuerto Internacional Gobernador Horacio Guzmán) ist ein argentinischer Flughafen nahe der Stadt San Salvador de Jujuy in der Provinz Jujuy. Der seit 1967 genutzte Flughafen wurde bis in die 1980er Jahre als Ort für Zwischenlandungen und Tankstopps der Aerolineas Argentinas Richtung Nordamerika, wie Miami und Panama, genutzt. Aktuell wird er von Aeropuertos Argentina 2000 betrieben und primär für Flüge nach Buenos Aires genutzt.

## Fluggesellschaften und Flugziele
| Fluggesellschaft      | Ziele                                                                                      |
| --------------------- | ------------------------------------------------------------------------------------------ |
| Aerolineas Argentinas | Buenos Aires-Jorge Newbery, Flughafen Buenos Aires-Ezeiza, Córdoba, Mendoza, Puerto Iguazú |
| JetSmart              | Buenos Aires-Jorge Newbery, Buenos Aires-Ezeiza                                            |
| Flybondi              | Buenos Aires-Jorge Newbery, Buenos Aires-Ezeiza                                            |
| Quellen:              |                                                                                            |